# Pierre Belon

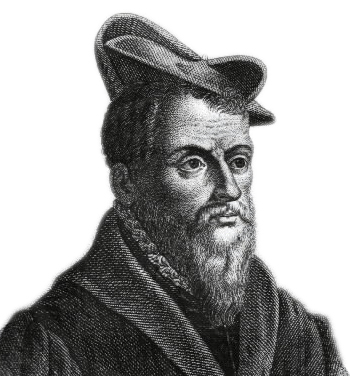
Pierre Belon

Pierre Belon, född 1517 nära Le Mans, död 1564 (mördad), fransk läkare och zoolog. Han reste i Grekland, Mindre Asien, Egypten och Palestina och berikade härigenom naturalhistorien med en mängd nya iakttagelser och bröt även väg för den jämförande anatomin. I sina arbeten lämnade han även intressanta upplysningar om nämnda länders fornminnen och samtida kulturståndpunkt. En staty över B. restes 1887 i Le Mans.

## Skrifter i urval
- Histoire naturelle des estranges poissons etc (1551)
- Observations de plusieurs singularités et choses mémorables etc (1553)
- Histoire sur la nature des oiseaux etc (1555)